# La niña dei tuoi sogni
La niña dei tuoi sogni (La niña de tus ojos) è un film del 1998 diretto da Fernando Trueba, candidato all'Orso d'oro e vincitore di sette premi Goya su diciotto candidature.

## Trama
Una troupe cinematografica spagnola si reca nella Germania nazista di Hitler per girare la versione tedesca del dramma musicale La niña de tus ojos, presso gli studi UFA di Berlino. Appena giunti agli studi cinematografici, il gruppo "scopre" l'ospitalità del Ministro per la Propaganda Joseph Goebbels, il quale resta folgorato dal conturbante fascino di Macarena Granada, protagonista della pellicola.
Siamo nel 1938 ed il gruppo, capeggiato dal regista Blas Fontiveros, si sta lasciando alle spalle gli orrori della guerra civile che ha sconvolto la Spagna; tuttavia, durante la loro prima sera in terra tedesca assistono impauriti alla Notte dei cristalli, venendo subito a contatto con la dura realtà del regime nazista. Le riprese iniziano subito, anche se la collaborazione fra il cast spagnolo e quello tedesco a volte risulta difficoltosa.
I protagonisti, non conoscendo alcuna parola di tedesco sono costantemente affiancati dall'interprete poliglotta Václav Passer, il quale molte volte dovrà fungere da collegamento tra le due culture, spagnola e tedesca, al fine di colmare divergenze e possibili malintesi. Intanto il Ministro Goebbels, stregato dalla star del film Macarena, inizia a corteggiarla insistentemente: non provando alcun interesse per l'uomo ed intuendo le sue viscide intenzioni, la ragazza cerca in tutti i modi di evitare le sue avances.
Un giorno, per la realizzazione di una scena, gli spagnoli (Macarana su tutte) si lamentano del fatto che le comparse presenti sono poco adatte al film: secondo gli iberici, un film ambientato in Andalusia non può avere comparse bionde con occhi chiari, ma devono avere capelli, occhi e carnagione bruni. Tuttavia, gli unici che hanno un aspetto simile allo stereotipo andaluso sono ebrei e zingari, tutti rinchiusi nei campi di lavoro nazisti. Alla fine, sul set arrivano le nuove comparse, controllate a vista dai militari tedeschi. Sul set, Macarena si innamora di un prigioniero/comparsa, il gitano Leo. Questa storia inizia a creare seri problemi alla produzione del film, mettendo a volte in pericolo la vita stessa degli attori.
Le avances di Goebbels verso Macarena si fanno sempre più insistenti; la ragazza sa che egli la vuole possedere ma, anche se il solo pensiero la disgusta, sa che il suo sacrificio potrebbe salvare la produzione del film e, cosa più importante, potrebbe liberare suo padre incarcerato dal regime franchista (Francisco Franco era stato aiutato militarmente dalla Germania durante la guerra civile).
Durante le riprese, Leo riesce a fuggire e a nascondersi grazie all'aiuto di Macarena e dei suoi colleghi. Ormai la produzione è compromessa ed il gruppo in pericolo: per questo motivo Macarena decide di recarsi in una villa di proprietà del suo spasimante, decidendo di concedersi a lui. Quando il peggio sta per succedere, Leo mette in pericolo la sua vita, colpendo violentemente con il calcio della pistola di Goebbels il Ministro stesso, salvando così la sua amata dalle sue grinfie.
Mentre ciò accade, Fontiveros chiede a Magda Goebbels di lasciare partire lui ed il suo gruppo verso casa, anche se ciò significa la fine della sua carriera di regista e la fine della produzione del film. Macarena e Leo, insieme ad una parte degli attori riescono poi ad imbarcarsi nell'aereo diretto verso Parigi, ma prima di decollare i soldati tedeschi salgono sull'aereo, catturando Julián, scambiandolo per Leo. Il film si conclude con il resto del gruppo che non è partito che si reca nel campo di concentramento per liberare Julián, rasato a zero e pieno di lividi a causa delle percosse ricevute.

## Curiosità
L’avventura della troupe spagnola in Germania si ispira ad un fatto veramente accaduto: nel 1938 infatti, con una produzione spagnolo-tedesca, venne girato il film Carmen la de Triana nella doppia versione in spagnolo ed in tedesco, diretto da Florián Rey nella versione spagnola e da Herbert Maisch in quella tedesca. Il film uscì in Germania con il titolo Andalusische Nächte (Notti andaluse) ed in italiano con La cortigiana di Siviglia: la trama era ispirata al famoso racconto Carmen di Prosper Mérimée, da cui venne tratta anche l’opera lirica omonima.
Nel ruolo di protagonista di entrambe le versioni del film c'era la famosa cantante ed attrice argentina Imperio Argentina, apprezzata anche da Hitler, mentre il protagonista maschile era impersonato nella versione spagnola da Rafael Rivelles, in quella tedesca da Friedrich Benfer.
Come accade ne La niña dei tuoi sogni, anche nel film originale Imperio Argentina canta nella taverna la canzone Los Piconeros, in doppia versione spagnola e tedesca: tuttavia, rispetto alla scena con protagonista Penelope Cruz, ci sono delle differenze, perché Imperio Argentina si trova su un palco da cui non scende mai, e ammicca da lontano al protagonista, che è contemporaneamente corteggiato da una rivale, mentre Penelope Cruz scende tra la folla della taverna e balla addirittura su un tavolo, probabilmente per darle modo di avere un primo approccio con l'ebreo Leo.

## Riconoscimenti
- 1999 - Premio Goya
  - Miglior film
  - Migliore attrice protagonista a Penélope Cruz
  - Miglior attore rivelazione a Miroslav Taborsky
  - Miglior produzione a Angélica Huete
  - Miglior scenografia a Gerardo Vera
  - Migliori costumi a Lala Huete e Sonia Grande
  - Miglior trucco e acconciatura a Gregorio Ros e Antonio Panizza
  - Nomination Miglior regista a Fernando Trueba
  - Nomination Miglior attore protagonista a Antonio Resines
  - Nomination Miglior attore non protagonista a Jorge Sanz
  - Nomination Migliore attrice non protagonista a Loles León
  - Nomination Migliore attrice non protagonista a Rosa Maria Sardà
  - Nomination Miglior sceneggiatura originale a Rafael Azcona, David Trueba, Manuel Ángel Egea e Carlos López
  - Nomination Miglior fotografia a Javier Aguirresarobe
  - Nomination Miglior montaggio a Carmen Frías
  - Nomination Migliore colonna sonora a Antoine Duhamel
  - Nomination Miglior sonoro a Pierre Gamet, Dominique Hennekin e Santiago Thévenet
  - Nomination Migliori effetti speciali a Emilio Ruiz del Río e Alfonso Nieto
- 1999 - Festival di Berlino
  - Nomination Orso d'oro
- 1999 - European Film Awards
  - Nomination Miglior attrice a Penélope Cruz